# Iztapalapa
Iztapalapa – jedna z szesnastu dzielnic Dystryktu Federalnego (miasta Meksyk). Położona w środkowo-wschodniej części Dystryktu Federalnego. Nazwa pochodzi z języka Nahua, w którym Iztapalli oznacza kamień, atl to woda, a pan to nad, zatem w tłumaczeniu oznacza "kamienie nad wodą". Może być to nawiązaniem do położenia dawnej osady nad kamienistym brzegiem jeziora Texcoco.
Od 28 września 2019 siedziba rzymskokatolickiej diecezji Iztapalapa.
Ponad milion ludzi przybywa corocznie do Iztapalapa, by być świadkami inscenizacji pasji, odtwarzanej tu corocznie od 1833.
W 2006 roku odkryto na terenie dzielnicy prekolumbijską piramidę.